# Uomo in nero (Lost)
L'Uomo in nero (o Nemesi di Jacob) è un personaggio della serie televisiva Lost, interpretato da Titus Welliver nelle sue sembianze originali, da Terry O'Quinn nelle sembianze di John Locke e da vari altri attori nelle sue sembianze di minore importanza. Viene generalmente chiamato dai sopravvissuti "Mostro di fumo" o anche solo "Mostro", in quanto appare più volte durante la serie sotto l'aspetto di un mostro composto di fumo; quando compare viene sempre accompagnato da suoni meccanici, catene e dal rumore di una sirena.
Damon Lindelof l'ha definito come «uno dei più grandi segreti» della mitologia di Lost e i produttori hanno spiegato ai fan che non si tratta di un "mostro" nel senso tradizionale del termine. È stato ripetutamente descritto come un "sistema di sicurezza" dell'isola e in particolare delle rovine del Tempio ed è stato visto emergere dal terreno e attaccare i personaggi, sebbene non uccida chiunque incontri.

## Vita e trasformazione

### Infanzia
Nell'episodio della sesta stagione della serie Al di là del mare si viene a conoscere gran parte della vita dell'Uomo in Nero e di suo fratello Jacob. Lui e Jacob sono fratelli gemelli, nati sull'Isola più di 2000 anni fa. La loro madre naturale, Claudia, li partorisce sull'Isola (dove ella arriva con un gruppo di persone naufragate con una nave) aiutata da un'altra donna di cui non si farà mai nome all'interno della serie. Quest'ultima uccide Claudia dopo aver partorito i due ragazzi e li cresce lei al posto suo. Nemmeno i suoi due figli adottivi conoscono il suo nome, dato che la chiamano sempre "Madre".
Durante la loro infanzia l'Uomo in Nero e Jacob sono sempre stati molto uniti, finché l'Uomo in Nero non scopre che la Madre ha ucciso la loro madre naturale di nome Claudia. A quel punto egli decide di lasciare lei e Jacob per unirsi al gruppo di sopravvissuti con cui è arrivata la loro madre naturale e che hanno vissuto fino ad allora dall'altra parte dell'Isola. Con loro vivrà per oltre 30 anni.

### Morte e trasformazione in fumo nero
La Madre cerca durante questi trent'anni di convincerlo a non cercare di lasciare l'Isola, perché non c'è nulla di là dal mare; l'Uomo in Nero però non le crede e cerca quindi un modo per scappare dall'Isola. Dopo lunghi sforzi scopre che in alcuni punti dell'Isola ci sono delle sacche di energia e insieme con i suoi compagni scava pozzi in queste zone; riesce quindi a scavare un pozzo fino a una sacca di energia, dove inserisce una ruota per liberare tutta l'energia racchiusa in quella sacca. La Madre però lo colpisce con una pietra, facendogli perdere i sensi e impedendogli dunque di girare la ruota; inoltre ella riempie interamente il pozzo di pietre e terra, rendendo impossibile entrarci di nuovo, e uccide tutti i sopravvissuti con cui l'Uomo in Nero viveva.
Al risveglio l'Uomo in Nero scopre ciò che è successo e, accecato dall'ira, torna nella grotta dove Jacob e la Madre vivevano; appena arrivato uccide la Madre con una coltellata, ma viene scoperto poco dopo da Jacob. L'Uomo in Nero chiede pietà a Jacob, ma questi è furioso e lo porta fino alla Sorgente, una località che lui aveva promesso di proteggere da chiunque. Subito dopo l'arrivo Jacob scaraventa a terra l'Uomo in Nero, che sviene dopo l'urto con i sassi; il suo corpo viene tradotto dall'acqua di un fiume verso la cascata della Sorgente: poco dopo il suo corpo viene quindi risucchiato dalla Sorgente, e qualche secondo dopo dalla cascata risale del fumo nero.
Jacob torna poi a valle e trova il corpo senza vita dell'Uomo in Nero; addolorato per la perdita Jacob lo prende con sé e lo deposita nella sua caverna, di fianco alla Madre. I loro due corpi verranno trovati molti anni più tardi da Jack, Kate e Locke, il quale li ribattezzerà "Adamo ed Eva".

## Vita come John Locke

### Quinta stagione
Nell'episodio Vita e morte di Jeremy Bentham, l'Uomo in nero prende le sembianze di John Locke e con il suo aspetto inganna tutti i sopravvissuti del volo Oceanic 815 e del volo Ajira 316, iniziando così il suo piano per far inabissare l'Isola. Riesce infatti a convincere Benjamin Linus ad uccidere Jacob, il che succede nell'episodio L'incidente. Jacob era l'unico ostacolo che l'Uomo in nero aveva prima di riuscire a fuggire dall'Isola e a seminare morte e distruzione in tutto il mondo (a detta di Richard nell'episodio Ab aeterno).

### Sesta stagione
Durante la sesta stagione il Mostro non riesce più a nascondere il fatto che non sia il vero John Locke. Sia Sawyer che Jack e Sayid infatti avevano già capito che non è il reale Locke. Decide quindi di dire a tutti i sopravvissuti rimanenti sull'Isola che è difatti quello che loro chiamano il "Mostro", cercando quindi di ottenere la loro fiducia dicendo loro la verità. Promette inoltre a tutti i sopravvissuti del volo Oceanic 815 che se vogliono lasciare l'Isola per un'ultima volta devono farlo tutti insieme con lui dopo aver aggiustato l'aereo Ajira 316, situato sull'altra isola appartenuta pochi mesi prima agli Altri.
Jack però crede che il Fumo abbia intenzioni diverse e decide di separarsi dal Mostro con alcuni suoi compagni, quali Hurley, Ben, Richard, Miles e Frank. Gli altri invece decidono di rimanere con il Mostro. In Dr. Linus però si scopre che il recupero dell'Ajira 316 non sarà così semplice: Charles Widmore è difatti riuscito a ritornare sull'Isola. Charles e i suoi compagni si barricano infatti sull'isola dove si trova l'Ajira 316, bloccando ogni accesso con delle barriere ad onde sonore già presenti sull'Isola che impediscono persino allo stesso Mostro di fumo l'entrata nella base. Widmore ha portato con sé un sottomarino e alcuni aerei da guerra muniti di esplosivi e varie armi, grazie ai quali decide di minacciare tutta la squadra del Mostro.
Nonostante alcuni come Sawyer, Kate, Claire, Sun e Jin siano con il Fumo, preparano un piano per rubare il sottomarino di Widmore e fuggire con esso. Il piano verrà messo in atto in Il candidato, e Jack, Sayid, Sawyer, Frank, Kate, Sun e Jin riescono a fuggire con esso. Quando cominciano ad allontanarsi dall'Isola però, Jack scopre di avere una bomba nello zaino, messa dallo stesso Mostro. Jack capisce quindi una regola di Jacob fondamentale: il Mostro non può uccidere nessuno dei candidati ma deve essere qualcun altro che li uccida per far sì che lo stesso Mostro possa più avanti fuggire dall'Isola. La bomba, essendo stata attivata dal Mostro, quindi non esploderà. Jack però non viene creduto da Sawyer che strappa i fili della bomba, nella speranza di disattivarla. Grazie al suo gesto però la bomba si attiva effettivamente ed esploderà nelle mani di Sayid che decide di sacrificarsi portandola più lontano possibile all'interno del sottomarino. Il sottomarino quindi affonda e Sun e Jin moriranno affogati essendo rimasti intrappolati tra alcune casse al suo interno.

## Nome
L'Uomo in Nero viene quasi sempre chiamato con l'appellativo di "Mostro" o "Fumo nero". L'appellativo di "Uomo in Nero" invece è stato usato solamente nell'episodio Ab aeterno in cui Hurley dice a Richard che devono fermare l'Uomo in Nero. Quella è stata l'unica volta in cui tale termine è stato usato, durante il corso della serie non verrà più usato. Il termine "Uomo in Nero" contraddistingue il personaggio proprio perché nel suo aspetto originario era sempre vestito di nero, sia da ragazzo che da adulto, sia perché quando si trasforma il fumo è sempre di colore nero.
Gli sceneggiatori, nei copioni, lo chiamavano sempre "Samuel", anche se poi decisero di omettere il nome e di lasciare il mistero riguardo a come si chiamasse. Durante il San Diego Comic-Con International del 2011 venne proiettato un breve filmato della durata di tre minuti che svela il suo reale nome: Barry. Il nome non è però da considerarsi canonico in quanto il video è uno scherzo ironico organizzato da Carlton Cuse e Damon Lindelof, che nel corso dell'evento dichiararono anche che non avrebbero rivelato alcun dettaglio su misteri o dubbi riguardanti la serie.

## Capacità del fumo
Quando l'Uomo in Nero ha l'aspetto del "Mostro di fumo", può volare ed entrare nelle fessure ed ha anche una forza sovrumana. Un limite però gli è imposto dalla cenere. Difatti se una persona fa un cerchio con della cenere e ci entra l'Uomo in Nero non potrà fargli del male. Il motivo di tale azione è tuttora sconosciuto, ma si presume sia una delle "Regole di Jacob" che comandano le azioni dello stesso Uomo in Nero e che sono infrangibili. Non può inoltre oltrepassare nessuna barriera sonica come si è visto nel corso della serie (la base del progetto Dharma è protetta da una recinzione di piloni a onde soniche). L'Uomo in Nero è anche in grado di assumere le sembianze di persone e animali, acquisendo informazioni sui soggetti da impersonare "leggendo" le loro menti o i ricordi altrui. È da notare, comunque, che egli sceglie, di solito, di incarnare individui morti i cui cadaveri sono presenti sull'Isola. Durante la serie prende le sembianze dei seguenti personaggi: se stesso in forma umana, John Locke, Christian Shephard, Yemi (il fratello di Mr. Eko), Alex Rousseau, alcuni compagni della madre di Alex, la moglie di Richard Alpert.